# Знаки поштової оплати України 2021
Знаки поштової оплати України 2021 — перелік поштових марок, введених в обіг Укрпоштою у 2021 році.
З 19 лютого по 21 грудня 2021 року було випущено 80 поштових марок, у тому числі 75 пам'ятних (художніх, комеморативних) та 5 стандартних дев'ятого випуску (з літерним індексом замість номіналу). Тематика комеморативних марок охопила ювілеї визначних дат, подій, пам'яті видатних діячів культури та інши. До обігу надійшли знаки поштової оплати номіналом 9,00; 11,00; 16,50; 27,00 та 33,00 гривень, дев'ятого випуску стандартних марок із літерним номіналом «T», «H», «D» «M», «F».
Марки було надруковано державним підприємством «Поліграфічний комбінат „Україна“» (Київ).
Відсортовані за датою введення.

## Список комеморативних марок
|                 |  |  |
| № 1908 і № 1909 |  |  |

|                 |  |  |
| № 1941 і № 1942 |  |  |

|                 |  |  |
| № 1943 і № 1944 |  |  |

|                 |  |  |
| № 1919 і № 1921 |  |  |

|                 |  |  |
| № 1920 і № 1922 |  |  |

## Дев'ятий випуск стандартних марок
Дев'ятий випуск стандартних поштових марок («Герби міст, селищ та сіл України»).
| № у каталозі | Зображення | Опис та джерело                                                         | Номінал              | Дата введення в обіг | Тираж   | Дизайн              |
| ------------ | ---------- | ----------------------------------------------------------------------- | -------------------- | -------------------- | ------- | ------------------- |
| № 1926       |            | «Герби міст, селищ та сіл України»: м. Болград, Одеська область         | Літерний номінал «H» | 16 липня 2021 року   | масовий | Наталія Андрійченко |
| № 1927       |            | «Герби міст, селищ та сіл України»: смт Коропець, Тернопільська область | Літерний номінал «M» | 16 липня 2021 року   | масовий | Наталія Андрійченко |
| № 1955       |            | «Герби міст, селищ та сіл України»: м. Бахмут, Донецька область         | Літерний номінал «D» | 29 вересня 2021 року | масовий | Наталія Андрійченко |
| № 1956       |            | «Герби міст, селищ та сіл України»: м. Кременчук, Полтавська область    | Літерний номінал «F» | 29 вересня 2021 року | масовий | Наталія Андрійченко |
| № 1965       |            | «Герби міст, селищ та сіл України»: м. Комарно, Львівська область       | Літерний номінал «T» | 1 грудня 2021 року   | масовий | Наталія Андрійченко |

## Конверти першого дня гашення
| № у каталозі | Конверт | Штемпель | Опис та джерело             | Дата введення в обіг | Тираж | Дизайн          |
| ------------ | ------- | -------- | --------------------------- | -------------------- | ----- | --------------- |
| № кпд763     |         |          | Орден Героїв Небесної Сотні | 2 лютого 2020 року   | 2 000 | Володимир Таран |